# Campylocentrum crassirhizum
Campylocentrum crassirhizum  é uma espécie de orquídea, família Orchidaceae, que existe no Brasil. Trata-se de planta epífita, monopodial, com caule alongado, cujas inflorescências brotam do nódulo do caule oposto à base da folha. As flores têm sépalas e pétalas livres, e nectário na parte de trás do labelo. Pertence à secção de espécies de Campylocentrum com folhas planas e ovário liso com nectário longo em relação à espessura.

## Publicação e histórico
- Campylocentrum crassirhizum Hoehne, Arq. Bot. Estado São Paulo, n.s., f.m., 1: 44 (1939).

Hoehne publicou esta espécie em 1939. Pabst situa esta espécie em um pequeno grupo junto com outras duas espécies de folhas planas e ovário liso com nectário longo em relação à espessura: Campylocentrum spannagelii e Campylocentrum iglesiasii. Os desenhos de Pabst não deixam claras quais seriam as diferenças entre as três, aparentemente as flores do C. spannagelii são as únicas com o labelo inteiro, ou seja, com um só lobo enquanto as outras duas têm labelo trilobulado.Pabst, Guido & Dungs, Fritz: Orchidaceae Brasilienses vol. 2 p. 206, Brucke-Verlag Kurt Schmersow, Hildesheim, 1978. ISBN 3871050106</ref> Outras diferenças importantes que permitiriam separá-las com mais certeza, quanto à morfologia do nectário e da planta, omitidas por Pabst, podem ser notadas nas ilustrações de Hoehne: o nectário do C. spanagelli, de ápice ovalado, de cor esverdeada, é aproximadamente reto e forma ângulo reto com o labelo, e é proporcionalmente mais espesso, ou forma bulbosa, que o do C. crassirhizum, cujo nectário não faz ângulo com o labelo, sendo seu prolongamento em linha reta, mais cilíndrico e estreito. Aparentemente as flores do C. crassirhizum têm pétalas e sépalas proporcionalmente mais longas e estreitas que as outras espécies citadas e são um pouco mais longas. A planta não apresenta diferenças notáveis em relação a planta do C. spanagelii. Esta espécie é citada para os estados do Rio de Janeiro, Espírito Santo, Paraíba e Pernambuco, tanto na caatinga como na mata atlântica. É possivel que o C. spannagelii e o C. crassirhizum sejam sinônimos sendo o C. spannagelii uma forma diferente encontrada no extremo sul de sua área de dispersão, e neste caso o nome C. spannagelli teria prioridade pois é anterior.